# Cristiano Masper
Cristiano Masper (Bergamo, 27 settembre 1973) è un ex cestista italiano. Oggi è un affermato osteopata.

## Record in Serie A
- Punti - 32 contro Gorizia
- Tiri da due realizzati - 15 contro Gordo
- Tiri da due tentati - 16 contro Gorizia
- Tiri da tre realizzati - 3 (8 volte)
- Tiri da tre tentati - 4 (4 volte)
- Tiri liberi realizzati - 7 contro Gorizia
- Tiri liberi tentati - 9 (2 volte)
- Rimbalzi offensivi - 8 contro Jesi
- Rimbalzi difensivi - 9 contro Livorno
- Rimbalzi totali - 15 contro Sassari
- Assist - 3 (2 volte)
- Palle recuperate - 10 contro Sassari
- Schiacciate - 3 (4 volte)
- Minuti giocati - 40 (2 volte)
- Tripla doppia 28 punti 15 rimbalzi 10 recuperi contro Sassari